# Un Canto a Galicia (album)
Un Canto a Galicia je studijski album španjolskog pjevača Julia Iglesiasa objavljen 1972. . 
Istoimena pjesma s albuma je jedna od najpoznatijih Iglesiasovih hitova, čineći ga poznatim diljem Europe i jednim od tri najpoznatija pjevača u Latinskoj Americi 1975. Magazin Billboard objavio je da je to bio "prvi veliki ekonomski uspjeh", i da je pjesma snimljena i na japanskom i njemačkom, sa značajnim uspjehom u Europi, Japanu i Meksiku.
| Br. | Skladba                   | Trajanje |
| --- | ------------------------- | -------- |
| 1.  | »Un Canto a Galicia«      | 4:15     |
| 2.  | »Hombre Solitario«        | 2:29     |
| 3.  | »Veces Llegan Cartas«     | 3:08     |
| 4.  | »Rio Rebelde«             | 2:54     |
| 5.  | »Si Volvieras Otra Vez«   | 3:36     |
| 6.  | »Por Una Mujer«           | 4:53     |
| 7.  | »No Soy de Aqui«          | 3:43     |
| 8.  | »En Un Rincon Del Desvan« | 4:29     |
| 9.  | »Sweet Caroline«          | 3:34     |
| 10. | »Como El Alamo Al Camino« | 3:45     |

## Vanjske poveznice
- Diskografija Julia Iglesiasa